# Viés racial na Wikipédia

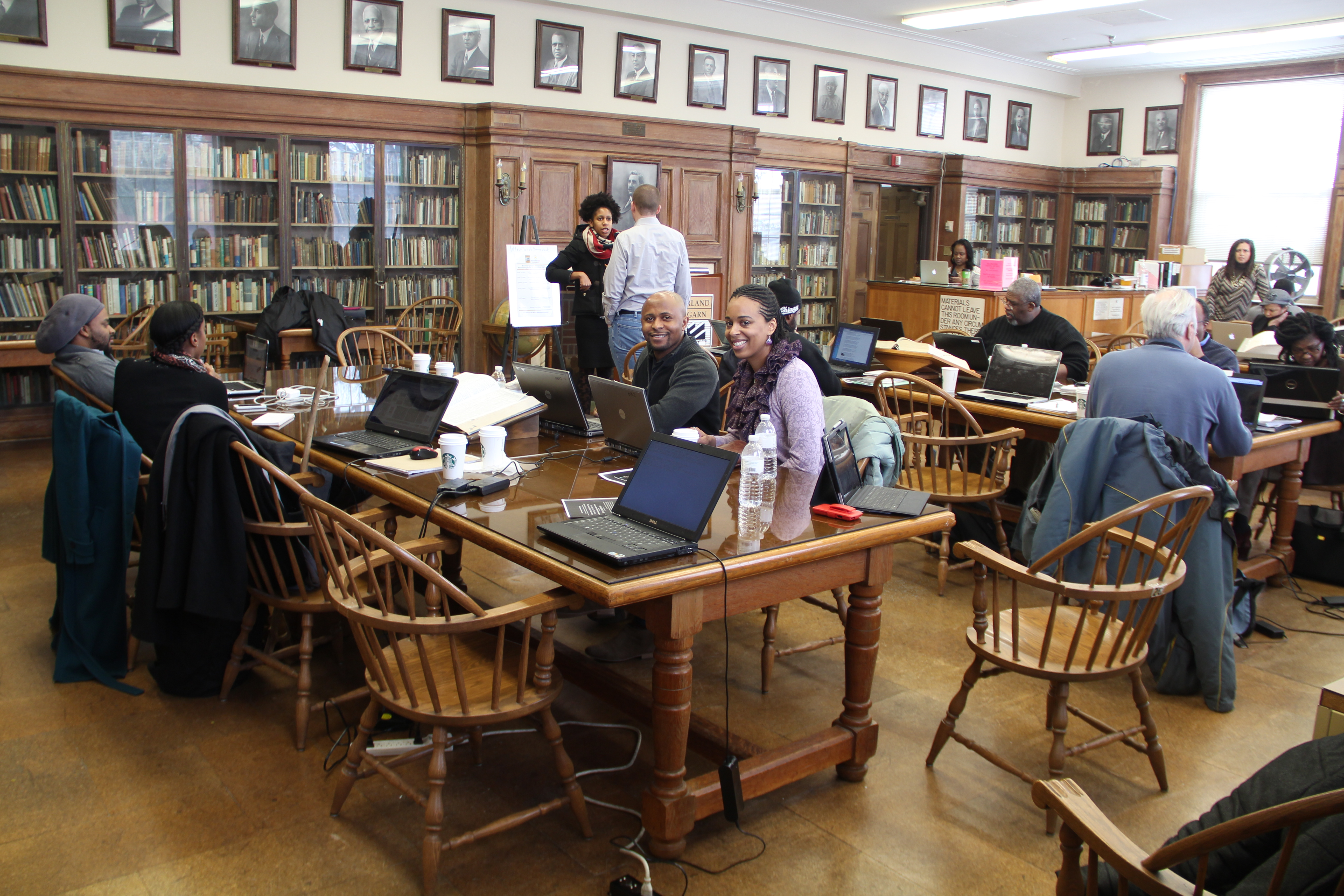
Maratona de edição no Mês da História Negra na Howard University, universidade estadunidense historicamente negra.

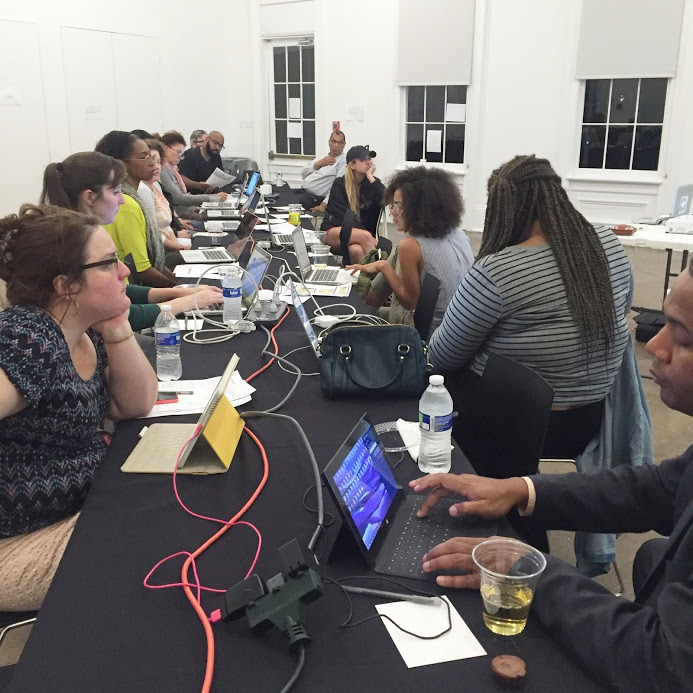
Maratona de edição para os Artistas Visuais da Diáspora Africana no Joan Mitchell Center, organizado pela Black Lunch Table em Nova Orleans

O viés racial na Wikipédia refere-se a uma crítica à enciclopédia Wikipédia segundo a qual a natureza e a quantidade de seu conteúdo são tendencialmente influenciados pelo fato de a maioria de seus editores serem de determinado perfil racial. Em certas versões linguísticas, por exemplo, a maioria de wikipedistas brancos implica uma sub-representação de pessoas negras em sua comunidade de editores e disso em parte decorre então a pouca cobertura sobre a história negra na enciclopédia.
A completude e abrangência de artigos dependem dos interesses dos wikipedistas, e não necessariamente do assunto em si. O ex-presidente do capítulo do Distrito de Colúmbia da Fundação Wikimedia, James Hare, afirmou que "muito da história negra é deixado de fora" da Wikipédia, devido aos artigos serem escritos predominantemente por editores brancos. Os artigos que existem sobre temas africanos são editados, em grande medida, por editores da Europa e da América do Norte. Por isso, frequentemente limitam-se ao conhecimento produzido pelo Norte Global e perpetuado pelo consumo da mídia, cuja tendência é "perpetuar uma imagem negativa" da África. Maira Liriano, integrante do Centro Schomburg de Pesquisa em Cultura Negra, argumentou que a falta de informações na Wikipédia no que diz respeito à história negra faz parecer que suas temáticas não são importantes.
Diferentes teorias foram fornecidas para explicar tais discrepâncias raciais. Jay Cassano, escrevendo para a revista Fast Company, argumentou que a pequena proporção de editores negros na Wikipedia é resultado da presença negra minoritária no setor tecnológico e de uma relativa falta de acesso confiável à Internet. Katherine Maher, ex-diretora executiva da Fundação Wikimedia, argumentou que os focos específicos no conteúdo da Wikipédia são representativos da sociedade como um todo. Ela disse que a Wikipédia só poderia representar aquilo que foi referenciado em fontes secundárias, as quais têm sido historicamente favoráveis e voltadas a homens brancos. Além disso, estudos têm mostrado que o conteúdo da Wikipédia é amplamente influenciado pelo viés particular de seus editores, que tendem a ser homens anglófonos, naturais de países desenvolvidos e majoritariamente cristãos no hemisfério norte, profissionais de "colarinho-branco" e inclinados à alta tecnologia. Além do viés racial na Wikipédia, enciclopédias públicas são geralmente vulneráveis a vandalismo por parte de grupos de ódio como os nacionalistas brancos.
Tal viés não ocorre sozinho, também há um viés de gênero na Wikipédia, como também a sub-representação ou o apagamento de determinadas culturas, idiomas, histórias, perspectivas e outros recortes de pessoas e temas marginalizados na Wikipédia de todas as línguas. Dentro da perspectiva da Wikipédia como um projeto de enciclopédia em construção, não acabado, esse viés é tratado como "lacunas de conteúdo" ou de "conhecimento" encontradas na Wikipédia.

## Conclusões de pesquisa e questões
Um desafio para os editores que tentam adicionar artigos relativos à história negra na Wikipédia é a exigência de que tópicos de artigos em potencial, como indivíduos ou eventos históricos, atendam aos critérios de notoriedade da Wikipédia. Sara Boboltz, jornalista do HuffPost, escreveu que os critérios de notoriedade da Wikipedia são um problema preocupante para aqueles que lutam por mais conteúdo sobre mulheres e populações minorizadas, porque há menos documentação publicada ao longo da história sobre elas. Estas pessoas, na verdade, foram frequentemente ignoradas ou forçadas a conduzir suas contribuições à história como assistentes de outra pessoa.
Katherine Maher afirmou que um dos problemas é que o conteúdo da Wikipédia deve ser apoiado por fontes secundárias que, segundo ela, têm sido historicamente limitadas pelo viés de homens brancos. Maher diz ainda que pessoas negras não foram representadas durante a produção e manutenção do conhecimento histórico e cultural convencional, já que as antigas enciclopédias foram escritas, de modo geral, por homens europeus.
De acordo com Peter Reynosa, há uma sub-representação de editores estadunidenses latinos e hispânicos na Wikipédia em inglês e, como resultado, muitos tópicos podem permanecer intocados ou destituídos da atenção que merecem.
Em 2018, o Southern Poverty Law Center (SPLC) criticou a Wikipédia por ser vulnerável a manipulação por parte de neonazistas, nacionalistas brancos e acadêmicos racistas que buscam um público mais amplo para suas visões extremistas. De acordo com o SPLC, "os empurradores de ponto de vista" podem atrapalhar o processo de edição ao engajar os demais usuários em debates tediosos e frustrantes ou prender a atenção dos administradores em intermináveis rodadas de mediação. Os usuários que se enquadram nessa categoria incluem acadêmicos racistas e membros da comunidade de blogs sobre biodiversidade humana. Nos últimos anos, a proliferação de espaços on-line de extrema-direita, como fóruns nacionalistas brancos, fóruns da direita alternativa (alt-right) e blogs conforme os citados, gerou um grupo de usuários que podem ser recrutados para editar em massa na Wikipédia. A presença de nacionalistas brancos e outros extremistas de direita na Wikipédia em inglês é um problema atual, que provavelmente não desaparecerá no futuro próximo em vista a "guinada política" para a direita em países onde vive a maioria dos seus usuários. O SPLC citou o verbete "Race and intelligence" (versão em inglês de "Raça e inteligência") como um exemplo da influência da alt-right na Wikipédia em inglês, argumentando que em dado momento o artigo apresentava um "falso equilíbrio" entre visões racistas marginais e a "perspectiva convencional na psicologia".
Em junho de 2020, a Wikipédia em inglês foi descrita no Slate como um "campo de batalha pela justiça racial" em resposta a críticas de sua neutralidade, sua cobertura sobre George Floyd e seu assassinato, o movimento Black Lives Matter e a indicações de exclusão de artigo para os fundadores da Black Birders Week.

## Respostas

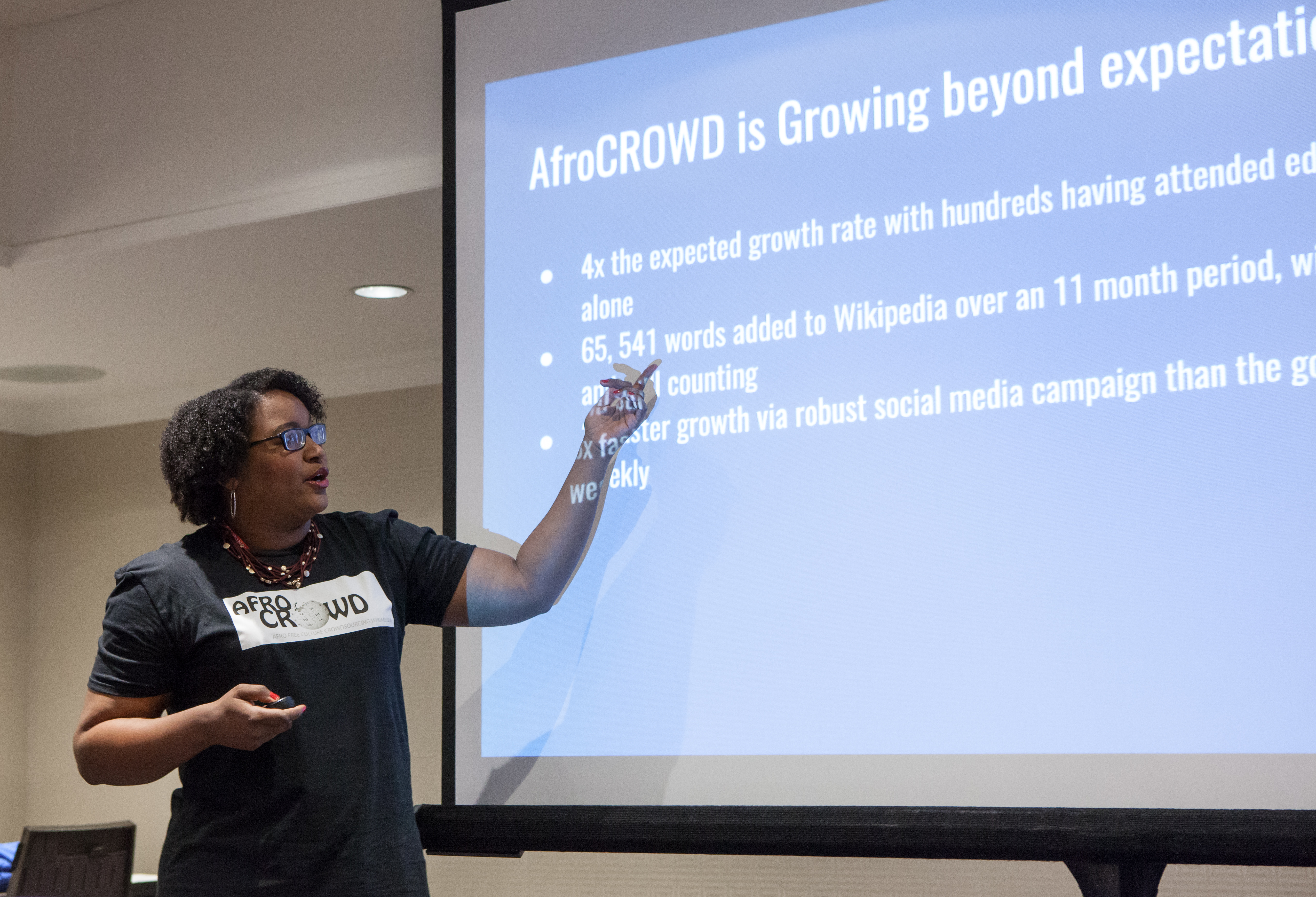
Sherry Antoine, da iniciativa AfroCROWD, realiza uma apresentação na WikiConference North America em agosto de 2017

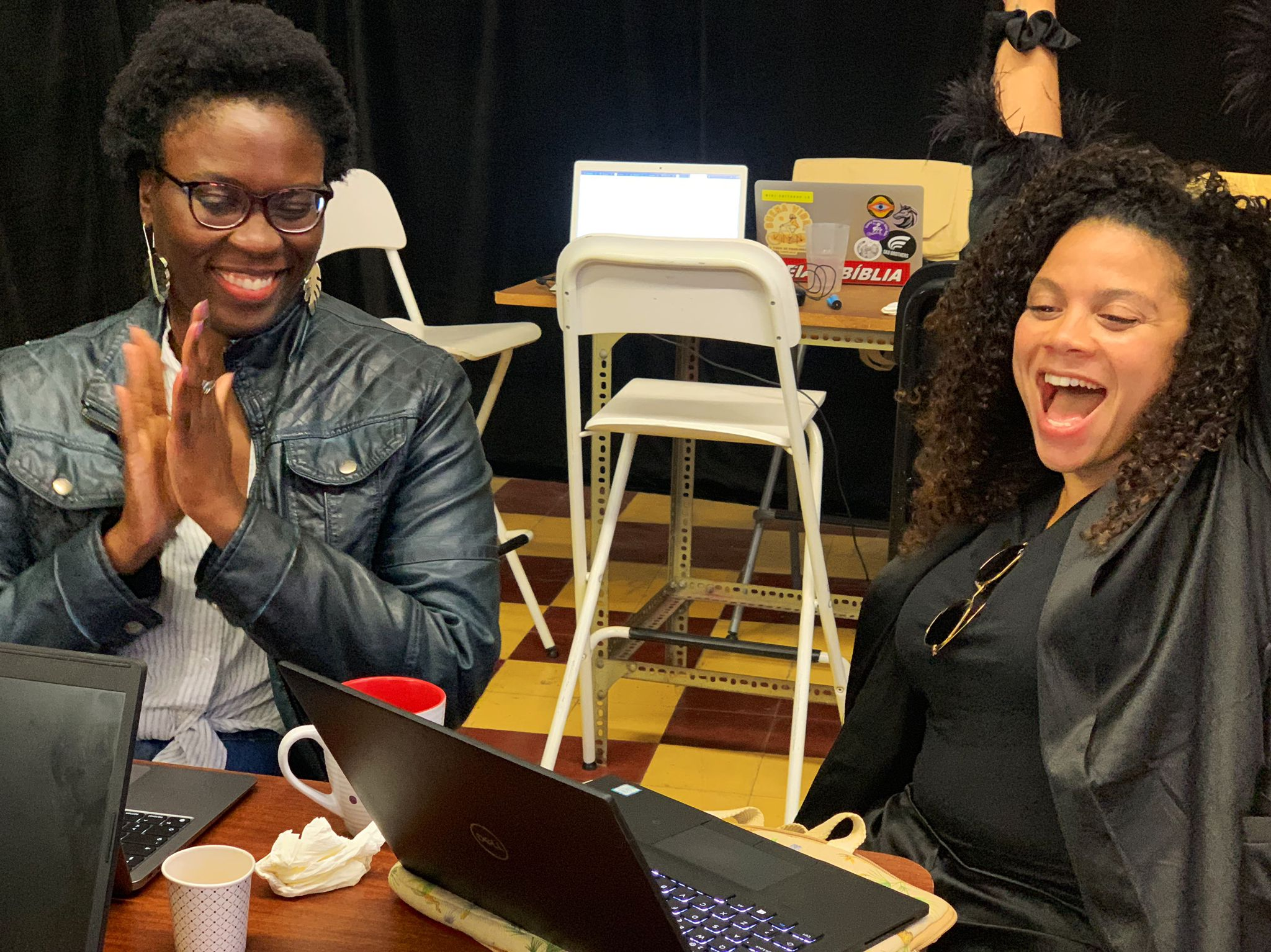
Participantes da editatona Visibilidade Negra juntes editamos a Wikipédia, organizada pelo grupo Wiki Editoras Lx

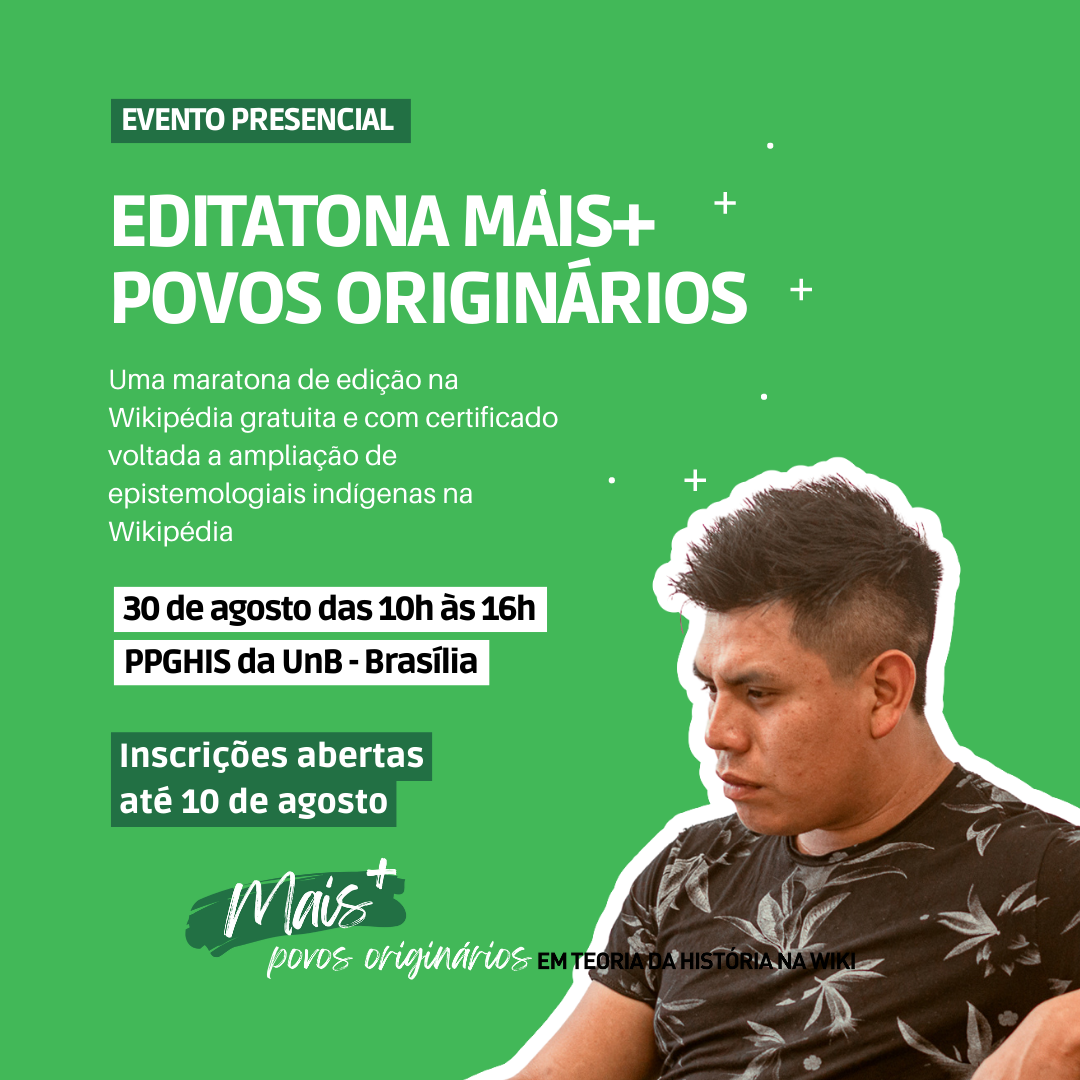
Cartaz da editatona Mais Povos Originários de 2023, organizada pelo projeto Mais Teoria da História na Wiki

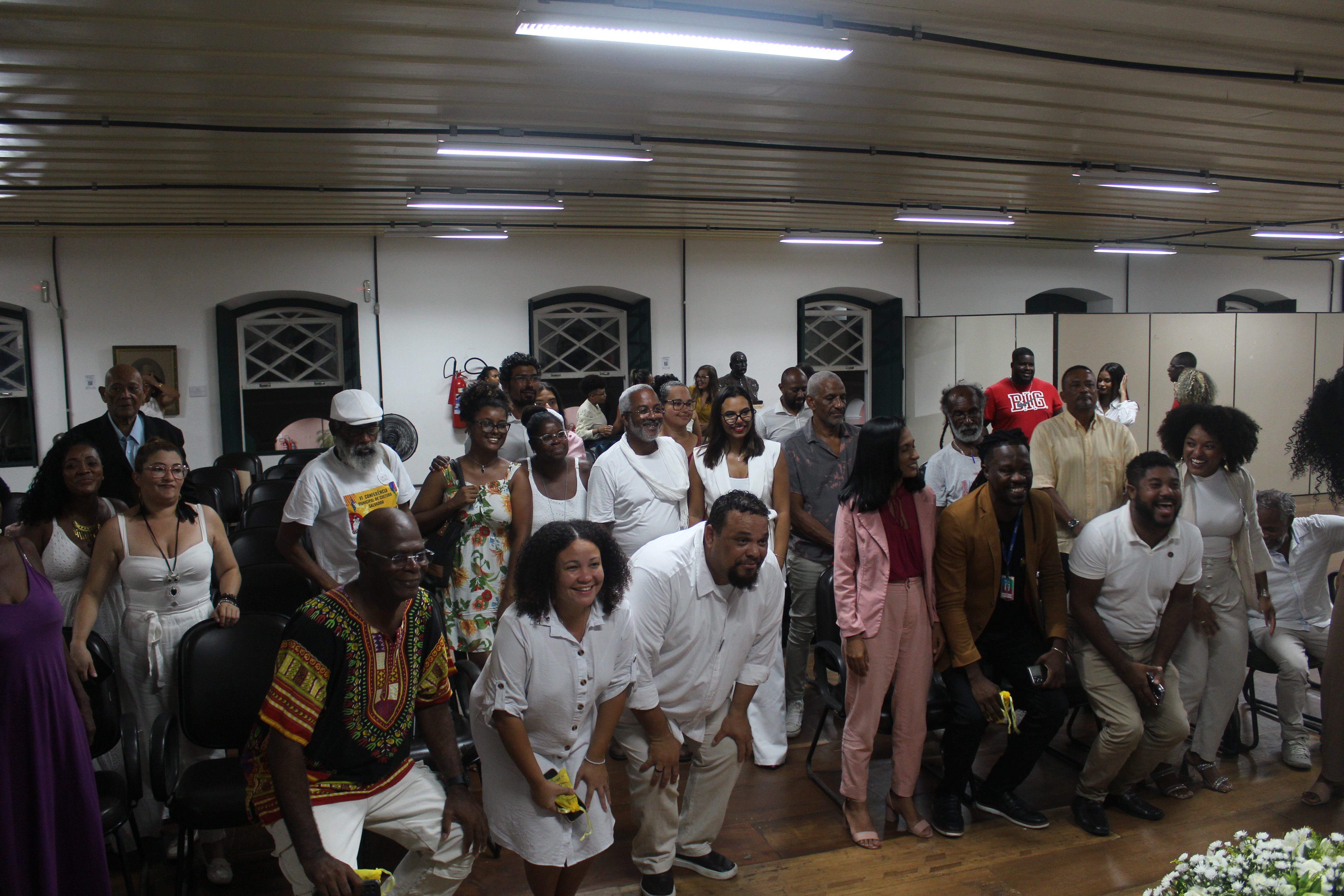
Participantes do I Seminário Afropédia

Iniciativas têm sido tomadas para retificar o viés racial da Wikipédia através, por exemplo, das maratonas de edição (editatonas), eventos nos quais os editores tentam melhorar a cobertura de certos tópicos e treinar novos editores. Em fevereiro de 2015, várias editatonas foram coordenadas para comemorar o Mês da História Negra nos Estados Unidos. Uma dessas iniciativas foi organizada pela Casa Branca para criar e aprimorar artigos sobre afro-americanos nos âmbitos da ciência, tecnologia, engenharia e matemática (STEM). O Centro Schomburg de Pesquisa em Cultura Negra, a Universidade Howard e a National Public Radio também coordenaram editatonas para melhorar a cobertura da história negra. Editores da Wikipédia têm realizado essas editatonas para incentivar outros usuários a aprenderem como contribuir com o conteúdo sobre a variedade de assuntos que historicamente têm sido ignorados.
Em 2015 e 2016, o Centro Schomburg realizou uma edição sobre Black Lives Matter no Mês da História Negra. Editores voluntários da comunidade anglófona contribuíram na cobertura de artigos sobre indivíduos negros e conceitos-chave da cultura negra, por exemplo, sobre a Feira do Livro do Harlem e sobre a figurinista negra Judy Dearing. Novos artigos sobre história negra e indivíduos negros também foram criados. A edição de 2016 foi organizada pela AfroCROWD.
Os editores da Wikipédia Michael Mandiberg e Dorothy Howard fizeram milhares de edições sobre diversidade para ajudar a aumentar, segundo eles, a conscientização a respeito das gritantes lacunas na Wikipédia e da necessidade de pessoas com origens e conhecimentos diversos contribuírem para preenchê-las. Liriano afirmou que "é realmente importante que as pessoas negras saibam que existe essa lacuna" na cobertura da história negra na Wikipédia e que "elas podem corrigi-la" ao participarem como editoras. Nos Estados Unidos, a Fundação Nacional de Ciência (NSF) forneceu 200 mil dólares estadunidenses para financiar pesquisas sobre o problema do viés racial na cobertura de tópicos na Wikipédia. Dois estudos sobre por que há esse viés na edição da Wikipedia em inglês foram comissionados pela Fundação.
A Fundação Wikimedia está tentando lidar com o problema do viés racial na Wikipédia. Em 2015, foi relatado que a Wikimedia fez inúmeras doações para organizações no Sul Global, incluindo África, América Latina, Ásia e Oriente Médio, com a finalidade de melhorar a cobertura de tópicos na Wikipédia. Embora a Wikipédia apoie as editatonas, a organização sempre enfatizou que referências adequadas devem estar sempre presentes e a neutralidade deve ser sempre mantida durante a elaboração de um verbete. O cofundador da Wikipédia, Jimmy Wales, afirmou que a Fundação Wikimedia "fracassou completamente" em cumprir seus objetivos de resolver a falta de diversidade entre os editores da Wikipédia.
Na Wikipédia em português, iniciativas como o grupo Wiki Editoras Lx e o projeto "Mais Teoria da História na Wiki" fazem o enfrentamento ao viés racial e de gênero, em perspectiva interseccional, abrangendo grupos étnico-raciais como de pessoas negras, ciganas e indígenas. Durante 2025, o projeto "Afropédia: Conexões Ancestrais" atuou nesse enfrentamento com seminários do qual participaram organizações governamentais e da sociedade civil discutindo a representatividade negra na Wikipédia em português e com editatonas para edição e criação de artigos da temática.